# Enrique VII, duque de Baviera
Enrique VII, Duque de Baviera, († 16 de octubre de 1047) fue conde de Luxemburgo (como Enrique II) desde 1026, y duque de Baviera desde 1042, y, en ambos casos, hasta su muerte. Era hijo de Federico I, conde de Moselgau, y posiblemente Ermentrude de Gleiberg.
En 1026, heredó de su tío Enrique I el condado de Luxemburgo. Esto incluyó las abadías de Saint-Maximin en Tréveris y Saint-Willibrord en Echternach. En 1042, se le otorgó Baviera por el emperador Enrique III, que en ese tiempo necesitaba un duque residente para hacer frente a las incursiones de Samuel Aba, rey de Hungría.
Nunca se casó. A su muerte, su hermano Gilberto le sucedió en Luxemburgo, mientras que Baviera fue devuelta al emperador Enrique III, quien lo dio a Conrado I.

## Sucesión
| Predecesor: Enrique VI de Baviera | Duque de Baviera 1042 - 1047                  | Sucesor: Conrado I  |
| Predecesor: Enrique I             | Conde de Luxemburgo como Enrique II 1026–1047 | Sucesor: Giselberto |

- Datos: Q543351
- Multimedia: Henry II, Count of Luxembourg / Q543351